# Garcinia virgata
Garcinia virgata är en tvåhjärtbladig växtart som beskrevs av Eugène Vieillard och André Guillaumin. Garcinia virgata ingår i släktet Garcinia och familjen Clusiaceae. Inga underarter finns listade i Catalogue of Life.